# Leonardo Giustinian

Stemma Giustinian

Leonardo Giustinian o Giustiniani (Venezia, 1388 – Venezia, 1446) è stato un politico e umanista italiano della Repubblica di Venezia.

## Biografia
Nacque in una delle più facoltose famiglie veneziane, famiglia che, insieme ad altre altrettanto potenti, deteneva il potere effettivo dello Stato.
Favorito dalla posizione familiare e dalla propria brillante indole di uomo pubblico, intrapresela carriera politica, raggiungendo incarichi prestigiosi: fu membro e poi capo del Consiglio dei Dieci, divenendo procuratore di San Marco, ovvero la seconda carica dello Stato. Il Consiglio dei Dieci fu varato nel 1310 e divenne lo strumento giuridico e repressivo che la Repubblica adoperò per portare alla luce e punire le cospirazioni interne delle famiglie più facoltose aspiranti alla reggenza; rimase in funzione fino al 1797. L'improvvisa scomparsa del Giustinian, avvenuta nel 1446, lo privò della nomina a Doge di Venezia.
Accanto alla passione prettamente politica, il Giustinian riuscì ad accompagnare un forte interesse letterario, evitando comunque una contaminazione tra le due sfere; entrò in contatto con i personaggi più illustri dell'Umanesimo, come Flavio Biondo e Filelfo.
La letteratura fu per lui un vero e proprio godimento dello spirito, una sorta di rifugio «dalle quotidiane grandissime fatiche dei pubblici negozi», pensiero che lui stesso scrive all'amico e maestro umanista Guarino Veronese.

## Le opere
La produzione letteraria di Leonardo Giustinian fu piuttosto limitata: si tratta più che altro di alcune traduzioni di Plutarco (dal greco al latino), orazioni latine (tutte, tranne una, perdute) e la traduzione della vita di San Niccolò.
L'opera di maggiore raffinatezza, quella che meglio esprime la sua attitudine letteraria, è la produzione in volgare, dotata di estrema ricercatezza linguistica. 
Giustinian trascrisse inoltre il Canzoniere di Francesco Petrarca.

## Le Giustiniane
Le celebri canzonette del Giustinian, dette Giustiniane, furono accolte con grande entusiasmo dal pubblico dell'epoca, tanto da dare il la a una vera e propria moda letteraria.
Le Giustiniane venivano accompagnate dalla musica, e questo le rendeva ancora più gradevoli. La lingua usata nelle canzonette è una sorta di commistione tra la parlata veneziana e quella toscana rinascimentale. La peculiarità delle canzoni risiede proprio nell'atmosfera che l'autore seppe ricreare intorno alla quotidianità tipica dei cittadini veneziani, rappresentati nella loro più viva concretezza.

## Alcuni strambotti di Leonardo Giustinian
Sia benedetto il giorno che nascesti
Io mi viveva senza nullo amore
Se li arbori sapesser favellare
E vengote a veder, perla lizadra

## La produzione sacra
In età adulta il Giustinian si avvicinò alla produzione sacra, spinto da fede sincera e subendo anche l'influenza del fratello Lorenzo, vescovo di profonda pietà cristiana. Scrisse, in particolare, le laude, filone di poesia volgare intimamente legata alla spiritualità e alla vita religiosa del tempo; apparentemente intonate a una semplicità di tipo popolaresco, furono in realtà legate alla tradizione più illustre del genere, di Francesco d'Assisi e Jacopone da Todi.

## La critica
Esaltato dai contemporanei per le sue rime, il Giustinian subì una battuta d'arresto col prevalere delle teorie bembesche, che, durante il Cinquecento, porteranno a riconoscere il toscano letterario come l'unica legittima lingua della cultura italiana.
Come tanti altri autori settentrionali (famoso il caso del Boiardo), Giustinian verrà fortemente penalizzato proprio da quella dialettalità che in realtà ne esalta la ricchezza linguistica; solo nella seconda metà dell'Ottocento l'opera di questo letterato verrà riscoperta e valorizzata.